# Gisors
Gisors är en kommun i departementet Eure i regionen Normandie i norra Frankrike. Kommunen ligger i kantonen Gisors som tillhör arrondissementet Les Andelys. År 2022 hade Gisors 12 395 invånare.

## Befolkningsutveckling
Antalet invånare i kommunen Gisors
Referens:INSEE